# Qurban Qurbanov
Qurban Osman oğlu Qurbanov (russisch Гурбан Гурбанов/Gurban Gurbanow; * 13. April 1972 in Zaqatala, Aserbaidschanische SSR) ist ein ehemaliger aserbaidschanischer Fußballspieler und jetziger -trainer, der auf der Position des Stürmers spielte.

## Werdegang
Qurbanov debütierte für die aserbaidschanische Fußballnationalmannschaft in deren allererstem Spiel am 17. September 1992 gegen Georgien und spielte dort bis Anfang Januar 2006. In dieser Zeit erzielte er zwölf Tore in 65 internationalen Spielen und ist damit der Rekordtorschütze Aserbaidschans.
Qurbanov begann seine Karriere in seiner Heimatstadt beim FK Daşqın Zaqatala und spielte danach für den FK Kür-Nur in Mingəçevir, den georgischen Klub Merzchali Osurgeti, Turan Tavuz, die russischen Vereine Dynamo Stawropol, Baltika Kaliningrad und Fakel Woronesch und den aserbaidschanischen Hauptstadtverein Neftçi Baku. Der letzte Verein, für den er spielte, war Inter Baku. Nachdem Qurbanov seine Fußballerkarriere als Aktiver beendet hatte, wurde er Sportdirektor von Inter. Im Sommer 2006 ging er als Chefcoach zu Neftschi Baku, seit 2008 ist er Trainer des FK Qarabağ Ağdam. 
2003 wurde Qurbanov zu Aserbaidschans Fußballer des Jahres 2003 gewählt.